# Ponera tamon
Ponera tamon (лат.) — вид мелких муравьёв рода Ponera из подсемейства Ponerinae (Formicidae). Название дано в честь Тамон-тена, одного из Четырёх Небесных Царей в буддизме (богов-хранителей), каждый из которых оберегает одну из четырех сторон света.

## Распространение
Восточная Азия: Тайвань, Япония.

## Описание
Мелкого размера муравьи чёрного цвета (2—3 мм). Отличаются грубой микросетчатостью головы и груди, брюшко пунктированное; тело чёрное, клипеус красновато-коричневый, жвалы, усики и ноги желтовато-коричневые. Сходен с Ponera japonica, который отличается более широкой головой и дорзально более тонким петиолем. Усики рабочих и самок 12-члениковые. Нижнечелюстные щупики 2-члениковые, нижнегубные щупики состоят из 2 сегментов (формула щупиков 2,2). Голова вытянутая. Глаза мелкие и неотчётливые (около 3 фасеток), оцеллии у рабочих отсутствуют (у самок есть). Жвалы треугольные, лобные валики отсутствуют. Стебелёк между грудкой и брюшком состоит из одного массивного членика (петиоль).